# Herbert Strabel
Herbert Strabel est un directeur artistique allemand né le 14 octobre 1927 à Berlin (Allemagne) et mort le 21 octobre 2017 à Holzkirchen (Allemagne).

## Biographie
Herbert Strabel fait des études au Preußischen Staatstheater jusqu'à sa fermeture en 1944, puis il est enrôlé dans la Wehrmacht. De 1945 à 1949, il est prisonnier en URSS, mais au cours de cette période il peut travailler comme décorateur au Théâtre de Petrozavodsk.
À son retour en Allemagne il reprend ses études de théâtre à Berlin. En 1953, il commence une collaboration régulière avec Rolf Zehetbauer. Dans les années 1960, Strabel déménage à Munich, où il travaille également comme décorateur d'intérieur. Au début des années 1970, il collabore au film Cabaret, puis à d'autres productions étrangères tournées en Allemagne. Par la suite, il travaille par exemple avec Rainer Werner Fassbinder et Wolfgang Petersen.

## Filmographie (sélection)
- 1972 : Cabaret de Bob Fosse
- 1977 : L'Œuf du serpent (Das Schlangenei) d'Ingmar Bergman
- 1978 : La Cible étoilée (Brass Target) de John Hough
- 1978 : Despair (Despair - eine Reise ins Licht) de Rainer Werner Fassbinder
- 1981 : Lili Marleen de Rainer Werner Fassbinder
- 1982 : La Nuit de l'évasion (Night Crossing) de Delbert Mann
- 1982 : L'As des as de Gérard Oury
- 1984 : L'Histoire sans fin (Die unendliche Geschichte) de Wolfgang Petersen
- 1984 : Enemy (Enemy Mine) de Wolfgang Petersen

## Distinctions

### Récompenses
- Oscars 1973 : Oscar des meilleurs décors pour Cabaret

### Nominations
- Primetime Emmy Awards 1982 : Meilleure direction artistique pour une minisérie, un téléfilm ou un programme spécial pour Inside the Third Reich